# Steinberg (Steinberg)
Koordinaten: 50° 32′ 27″ N, 12° 27′ 19″ O
Das Naturschutzgebiet Steinberg liegt im Vogtlandkreis in Sachsen. Es erstreckt sich südlich von Wildenau und nordwestlich von Wernesgrün, beide Ortsteile der Gemeinde Steinberg. Im Gebiet erhebt sich der 659 m ü. NHN hohe Steinberg. Nordwestlich des Gebietes verläuft die S 280 und südlich die B 169.

## Bedeutung
Das rund 52,6 ha große Gebiet mit der NSG-Nr. C 16 wurde im Jahr 1981 unter Naturschutz gestellt.